# Trésors cachés
 (mai 2023).
La mise en forme du texte ne suit pas les recommandations de Wikipédia : il faut le « wikifier ».
Les points d'amélioration suivants sont les cas les plus fréquents :
- Les titres sont pré-formatés par le logiciel. Ils ne sont ni en capitales, ni en gras.
- Le texte ne doit pas être écrit en capitales (les noms de famille non plus), ni en gras, ni en italique, ni en « petit »…
- Le gras n'est utilisé que pour surligner le titre de l'article dans l'introduction, une seule fois.
- L'italique est rarement utilisé : mots en langue étrangère, titres d'œuvres, noms de bateaux, etc.
- Les citations ne sont pas en italique mais en corps de texte normal. Elles sont entourées par des guillemets français : « et ».
- Les listes à puces sont à éviter, des paragraphes rédigés étant largement préférés. Les tableaux sont à réserver à la présentation de données structurées (résultats, etc.).
- Les appels de note de bas de page (petits chiffres en exposant, introduits par l'outil «  Source ») sont à placer entre la fin de phrase et le point final[comme ça].
- Les liens internes (vers d'autres articles de Wikipédia) sont à choisir avec parcimonie. Créez des liens vers des articles approfondissant le sujet. Les termes génériques sans rapport avec le sujet sont à éviter, ainsi que les répétitions de liens vers un même terme.
- Les liens externes sont à placer uniquement dans une section « Liens externes », à la fin de l'article. Ces liens sont à choisir avec parcimonie suivant les règles définies. Si un lien sert de source à l'article, son insertion dans le texte est à faire par les notes de bas de page.
- La présentation des références doit suivre les conventions bibliographiques. Il est recommandé d'utiliser les modèles {{Ouvrage}}, {{Chapitre}}, {{Article}}, {{Lien web}} et/ou {{Bibliographie}}. Le mode d'édition visuel peut mettre en forme automatiquement les références.
- Insérer une infobox (cadre d'informations à droite) n'est pas obligatoire pour parachever la mise en page.

Pour une aide détaillée, merci de consulter Aide:Wikification.
Si vous pensez que ces points ont été résolus, vous pouvez retirer ce bandeau et améliorer la mise en forme d'un autre article.
Trésors cachés (Buried Treasures) est une nouvelle de l'écrivain irlandais Bram Stoker publiée en 1875.

## Résumé
Sommé de trouver une centaine de livres pour pouvoir épouser la jeune fille qu’il aime, le héros de ce récit est tout près de se laisser aller au désespoir lorsqu’au cours d’une promenade en bord de mer il découvre un navire échoué. S’imaginant que la mystérieuse épave renferme un trésor susceptible de résoudre tous ses problèmes, il convainc un ami de l’explorer avec lui, une fois la nuit tombée. Commence alors une terrible course contre la montre et les éléments déchaînés.

## Thématiques abordées et sources
Trésors cachés réutilise l’argument de l’épreuve et de la période probatoire imposées au héros désireux de se marier, déjà employé par Stoker dans L’enterrement des rats et Le retour d’Abel Behenna.
On notera que le récit prend place à Clontarf, banlieue de Dublin qui vit naître l’auteur. Le décor est celui de la mer et de ses tempêtes, un thème et un cadre que Stoker affectionne particulièrement et qui lui permettent d’employer certains de ses ressorts dramatiques préférés (tel l’enlisement dans les sables mouvants qui se rencontre aussi dans A la rescousse, Le défilé du serpent, Le vieil Hoggen et Les sables de Crooken.